# Cyrtandra kanae
Cyrtandra kanae är en tvåhjärtbladig växtart som beskrevs av Brian Laurence Burtt. Cyrtandra kanae ingår i släktet Cyrtandra och familjen Gesneriaceae. Inga underarter finns listade i Catalogue of Life.